# Izvoru Berheciului
Izvoru Berheciului è un comune della Romania di 1 735 abitanti, ubicato nel distretto di Bacău, nella regione storica della Moldavia.
Il comune è formato dall'unione di 7 villaggi: Antohești, Baimac, Făghieni, Izvoru Berheciului, Obîrșia, Oțelești, Pădureni.
Di particolare interesse il monastero Intrarea în Biserică a Maicii Domnului nel villaggio di Baimac.